# Temotufoliki
Temotufoliki è la terza isola più grande dell'atollo di Nanumea, a Tuvalu, uno stato insulare del Pacifico meridionale. Si trova nella parte orientale dell'atollo, a soli 30 metri a nord del braccio orientale dell'isola principale di Nanumea, e si affaccia sulla laguna meridionale. Copre una superficie di 24 ettari.
La piccola isola è densamente boscosa e disabitata.
Secondo la leggenda, l'isola sarebbe nata dalla sabbia fuoriuscita dalle ceste trasportate da due donne in fuga dal signore della guerra tongano Tefolaha.